# William Brockedon

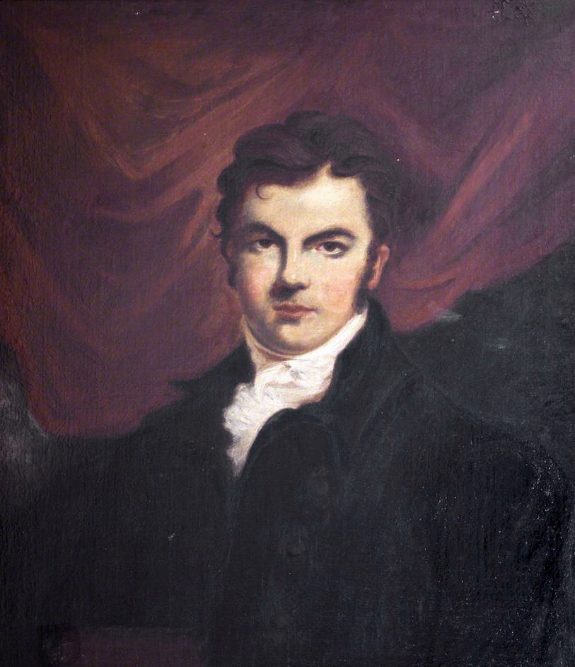
Selbstporträt

William Brockedon (* 13. Oktober 1787 in Totnes; † 29. August 1854 in London) war ein britischer Maler, Autor und Erfinder.

## Frühe Jahre
Brockedon wurde am 13. Oktober 1787 in Totnes als Sohn eines Uhrmachers geboren. Er wurde in einer Privatschule in Totnes unterrichtet und übernahm während der fast zwölfmonatigen Krankheit seines Vaters, die zu dessen Tod im September 1802 führte, dessen Geschäft. Brockedon war dann sechs Monate lang bei einem Uhrmacher in London tätig.

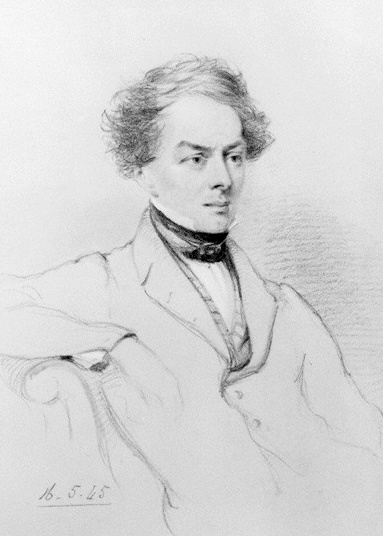
Sir Charles Fellows von William Brockedon.

Bei seiner Rückkehr nach Totnes übernahm er für fünf Jahre die Geschäfte für seine Mutter. Robert Hurrell Froude, damaliger Pfarrer von Dartington, ermutigte ihn dazu, professioneller Maler zu werden und unterstützte sein Studium an der Royal Academy of Arts. Einen weiteren Unterstützer fand Brockedon in Arthur Howe Holdsworth, dem Gouverneur von Dartmouth Castle.

## Maler

Illustration aus Little Saint Bernard, the mont Genevre, the mont Cenis, the mont Saint Gothard, the Great Saint Bernard, and the monte Stelvio, 1828

Von 1809 bis 1815 studierte Brockedon mit wenigen Unterbrechungen in London Malerei. Unmittelbar nach der Schlacht bei Waterloo besuchte er Belgien und Frankreich und sah sich die Galerie des Louvre an. Von 1812 bis 1837 trug er regelmäßig zu den Ausstellungen der Royal Academy und der British Institution bei. In diesen 25 Jahren stellte er 65 Werke, darunter Landschaftsbilder und Porträts, aus: 36 bei der Academy und 29 bei der British Institution. Bei den 1812 ausgestellten Werken handelt es sich um Porträts von Gouverneur Holdsworth und Künstler Samuel Prout. Als Nächstes stellte er ein Porträt von Miss S. Booth as Juliet, Bilder zu biblischen Themen, Porträts von Alexander Burnes und George Back sowie Bilder alpiner und italienischer Landschaften aus. Sein großes Bild Delivery of the Tables of the Law to Moses on Mount Sinai präsentierte er 1935 dem Christ’s Hospital. Das 1821 in Rom gemalte Bild Vision of the Chariots to the Prophet Zechariah wurde mit Erlaubnis von Papst Pius VII. im Pantheon ausgestellt.
Brockedon wurde zum Mitglied der Akademien von Rom und Florenz gewählt. Entsprechend der Regeln der Florentiner Akademie präsentierte er ein selbst gemaltes Porträt. Dieses wurde in den Uffizien der Galerie in der Nähe der Bilder von Joshua Reynolds und James Northcote aufgehängt.

## Autor
Brockedon machte sich zwischenzeitlich auch einen Ruf als Autor. 1824 unternahm er einen Ausflug in die Alpen, um die Route von Hannibal zu erforschen und kam auf die Idee, die dabei entdeckten Pässe zu beschreiben. In den Sommern 1825, 1826, 1828 und 1829 führten ihn seine Reisen 58 Mal über die Alpen und er nutzte mehr als 40 verschiedene Wege nach Italien und zurück. 1827 veröffentlichte er den ersten Teil seiner Illustrations of the Passes of the Alps by which Italy communicates with France, Switzerland, and Germany. Das Werk mit 109 Stichen wurde von 1827 bis 1829 in zwölf Teilen herausgegeben und war Brockedons frühestem Förderer, Archidiakon Froude, gewidmet. Die allesamt von Brockedon in Sepia angefertigten Zeichnungen wurden 1837 für 500 Guinees an George Venables-Vernon, 5. Baron Vernon verkauft.
1833 veröffentlichte Brockedon in einem Band seine Journals of Excursions in the Alps, the Pennine, Graian, Cottian, Rhetian, Lepontine, and Bernese. Außerdem bearbeitete er William Findens Illustrations to the Life and Works of Lord Byron. 1835 steuerte er zusammen mit seinen Freunden Prout und Stanfield 30 Illustrationen für Findens Illustrated Road Book from London to Naples bei. 1836 schrieb er für Blackwood’s Magazine Extracts from the Journal of an Alpine Traveller und für Murrays Handbook for Switzerland Texte über die Savoyen und die Alpen. Von 1842 bis 1844 erschien mit Italy, Classical, Historical, and Picturesque, illustrated and described sein nächstes Werk. Es enthält 60 Stiche von Zeichnungen von Brockedon selbst, sowie von Eastlake, Prout, Roberts, Stanfield, Harding und weiteren Freunden. Im Jahr 1855 schrieb er zusammen mit George Croly einen Teil des Textes für David Roberts Werk The Holy Land, Syria, Idumea, Arabia, Egypt, and Nubia, wobei Croly die historischen und Brockedon die beschreibenden Teile lieferte.

## Erfinder
1819 widmete Brockedon sich der damals gebräuchlichen Methode des Drahtziehens zu. Er entwickelte eine Methode, mit der sich Draht durch Löcher in Saphiren, Rubinen und anderen Edelsteinen ziehen lässt. Er patentierte diese Erfindung und besuchte Paris, um dort damit Geld zu verdienen, war jedoch nicht erfolgreich. 1831 erfand er zusammen mit Mordan einen schräg geformten Stift, dessen Schlitz sich in der üblichen Richtung der Schrift befindet und ließ die Erfindung patentieren. Als Nächstes entwickelte er einen Ersatz für Korken und Stopfen, indem er Filz mit vulkanisiertem Kautschuk überzog. Diese Erfindung ließ er 1838 patentieren und erweiterte sie 1840 und 1842 durch weitere Patente um das Zurückhalten von Flüssigkeiten in Flaschen und die Herstellung von Stopfen aus Fasermaterialien. Die Erfindung führte zu seinen Geschäftsbeziehungen mit Charles Macintosh & Co. aus Manchester. Um 1841 reichte er dort seine Patente für den Ersatz von Korken ein  und wurde schließlich 1845 Partner des Unternehmens, eine Position, die er bis zu seinem Tod behielt.
1843 patentierte er eine Erfindung zur Herstellung von Schusspflastern für Schusswaffen; eine weitere zum Verpressen von Natriumcarbonat und Kaliumcarbonat zu Tabletten; und zur Verarbeitung von Graphit zu Pulver und anschließendem Verpressen unter Vakuum zur Herstellung von Bleistiftminen, die eine größere Reinheit aufweisen. Dies sicherte das Bestehen der Mienen in Cumberland und war insbesondere für Künstler von Vorteil, da die Stifte frei von störendem (Diamant-)Sand sind. Zunächst arbeitete das Unternehmen Mordan & Co. an der Verwirklichung der Pläne, nach Brockedons Tod 1854 wurden die Maschinen und Anlagen bei einer Auktion an einen Händler aus Keswick verkauft, der Verbindungen zur Bleistiftindustrie hatte. In den Jahren 1844, 1846 und 1851 patentierte Brockedon Erfindungen für unterschiedliche Anwendungen von vulkanisiertem Kautschuk.

## Späte Jahre
Brockedon war an der Gründung der Royal Geographical Society im Jahre 1830 beteiligt und wurde zum Mitglied ihres ersten Rates gewählt. Außerdem war er Gründer der Kunstgesellschaft Graphic und wurde am 12. Juni 1830 zum Mitglied des Athenaeum Clubs gewählt. Am 18. Dezember 1834 wurde er zum Mitglied der Royal Society gewählt.
Er starb am 29. August 1854 im Alter von 66 Jahren in der Devonshire Street 29 am Queen Square in Bloomsbury und wurde auf dem Friedhof von St. George’s in der Hunter Street am Brunswick Square im gleichen Grab wie seine erste Ehefrau und sein Sohn beigesetzt.

## Familie
William Brockedon heiratete 1821 Elizabeth Graham, die am 23. Juli 1829 im Alter von vierzig Jahren bei der Geburt ihres Kindes starb. Sie hinterließ ihm den am 27. April 1822 in Florenz geborenen Philip North, und   Mary, die später Joseph H. Baxendale, den Leiter von Pickford & Co. heiratete. Sohn Philip absolvierte eine Ausbildung zum Bauingenieur und wurde Lieblingsschüler von Isambard Kingdom Brunel, starb jedoch im Alter von 28 Jahren am 13. November 1849. Am 8. Mai 1839 heiratete Brockedon die Witwe von Captain Farwell aus Totnes.

## Werke
- William Brockedon: Illustrations of the passes of the Alps, by which Italy communicates with France, Switzerland, and Germany. Band 1. London 1828 (englisch, beic.it).
- William Brockedon: Illustrations of the passes of the Alps, by which Italy communicates with France, Switzerland, and Germany. Band 2. London 1829 (englisch, beic.it).